# Un padre inatteso
Un padre inatteso è un film televisivo del 1998 diretto da Alain Bonnot.

## Trama
Benjamin è un bambino di nove anni che all'età di due anni è rimasto orfano di madre ed è stato abbandonato dal padre. Improvvisamente, un giorno, Francis, il padre di Benjamin, si ripresenta dopo aver a lungo convissuto con un grande senso di colpa per aver abbandonato il figlio in tenera età. Tra i due piano piano inizia ad instaurarsi un bellissimo rapporto. Cécile, la madre adottiva di Benjamin, divenuta gelosa dell'uomo, tenta con ogni mezzo di ostacolare i loro incontri.